# 平実親
平 実親（たいら の さねちか、寛治元年（1087年）  - 久安4年11月24日（1149年1月5日）)は、平安時代後期の貴族。桓武平氏高棟流、右大弁・平時範の長男。官位は従三位・参議。

## 経歴
白河院政期中期の康和3年（1101年）文章生に補せられるたのち、蔵人所雑色・六位蔵人を務める。長治2年（1105年）従五位下に叙せられ、翌嘉承元年（1106年）中宮少進に任官。父の時範から引き続いて、堀河天皇の中宮である篤子内親王に仕えた。
のち、紀伊守や勘解由次官・右衛門権佐を経て、保安4年（1123年）右少弁兼五位蔵人に任ぜられる。以降は、天治2年（1125年）左少弁、大治2年（1127年）正五位下、天承元年（1131年）左中弁、天承2年（1132年）従四位下、長承2年（1133年）従四位上、長承3年（1134年）正四位下・右大弁、保延元年（1135年）左大弁と白河院政期後期から鳥羽院政期前期にかけて弁官を務めながら順調に昇進した。
保延2年（1136年）参議に任ぜられ公卿に列す。議政官の傍らで、左大弁・勘解由長官のちに大宰大弐を兼帯し、この間の永治2年（1142年）従三位に昇叙されている。久安元年（1145年）官職を辞すと、久安4年（1148年）2月15日に出家、同年11月24日薨去。享年63。

## 官歴
『公卿補任』による。
- 康和3年（1101年） 8月23日：文章生
- 康和4年（1102年） 4月：蔵人所雑色
- 康和5年（1103年） 正月8日：六位蔵人
- 長治2年（1105年） 正月27日：左近衛将監。4月10日：叙爵（中宮御給）
- 嘉承元年（1106年） 6月29日：中宮少進（中宮・篤子内親王、父時範辞大進申任）
- 嘉承3年（1108年） 4月14日：紀伊守（父辞近江守申任）
- 天永2年（1111年） 12月：勘解由次官
- 永久2年（1114年） 10月1日：止中宮少進（本宮崩）
- 永久3年（1115年） 正月：得替
- 保安2年（1121年） 4月6日：兼中宮権大進。6月26日：右衛門権佐、止次官。9月17日：昇殿（依宇佐使也）
- 保安3年（1122年） 正月7日：従五位上（簡一）
- 保安4年（1123年） 正月28日：止昇殿。9月19日：五位蔵人（先昇殿）。12月20日：右少弁
- 天治元年（1124年） 11月27日：止大進、為待賢門院判官代
- 天治2年（1125年） 12月15日：左少弁
- 大治2年（1127年） 正月5日：正五位下（佐労）。正月19日：兼淡路守、止蔵人佐
- 天承元年（1131年） 12月25日：左中弁
- 天承2年（1132年） 正月7日：従四位下（弁労）
- 長承2年（1133年） 正月7日：従四位上（治国）
- 長承3年（1134年） 正月7日：正四位下（先年平野行幸行事賞）。2月27日：右大弁。閏12月30日：辞守（以男範家申任相模守）
- 保延元年（1135年） 4月9日：左大弁
- 保延2年（1136年） 正月20日：勘解由長官。11月4日：参議、弁長官如元
- 保延3年（1137年） 正月30日：兼備前権守
- 保延4年（1138年） 4月22日：服解（母）。6月14日：復任
- 永治元年（1141年） 12月2日：兼大宰大弐、辞弁守
- 永治2年（1142年） 正月5日：従三位（参議労）
- 康治3年（1144年） 正月24日：辞大弐（以男範家申任美作守）
- 久安元年（1145年） 11月：辞所職
- 久安4年（1148年） 2月15日：出家。11月24日：薨去

## 系譜
『尊卑分脈』による。
- 父：平時範
- 母：平経章の娘
- 妻：藤原為隆の娘
  - 男子：平範家（1114-1161）